# Synagoge (Witten)

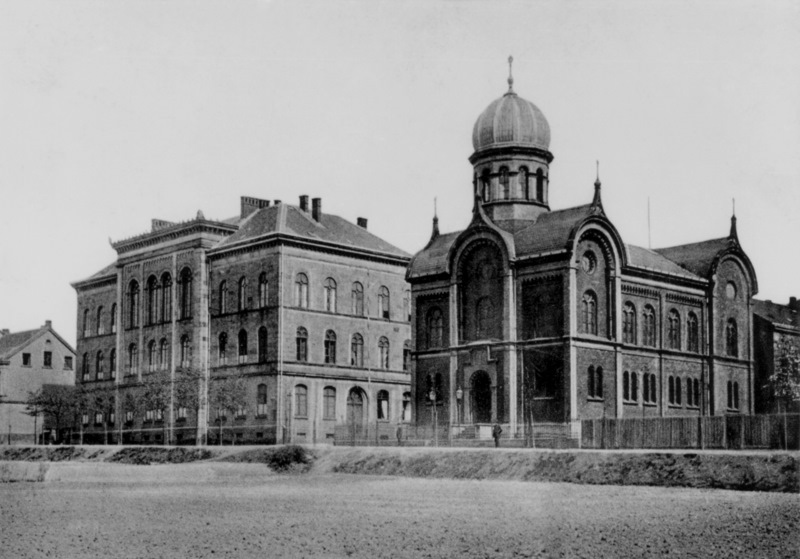
Synagoge in Witten (rechts mit Kuppel), 1911

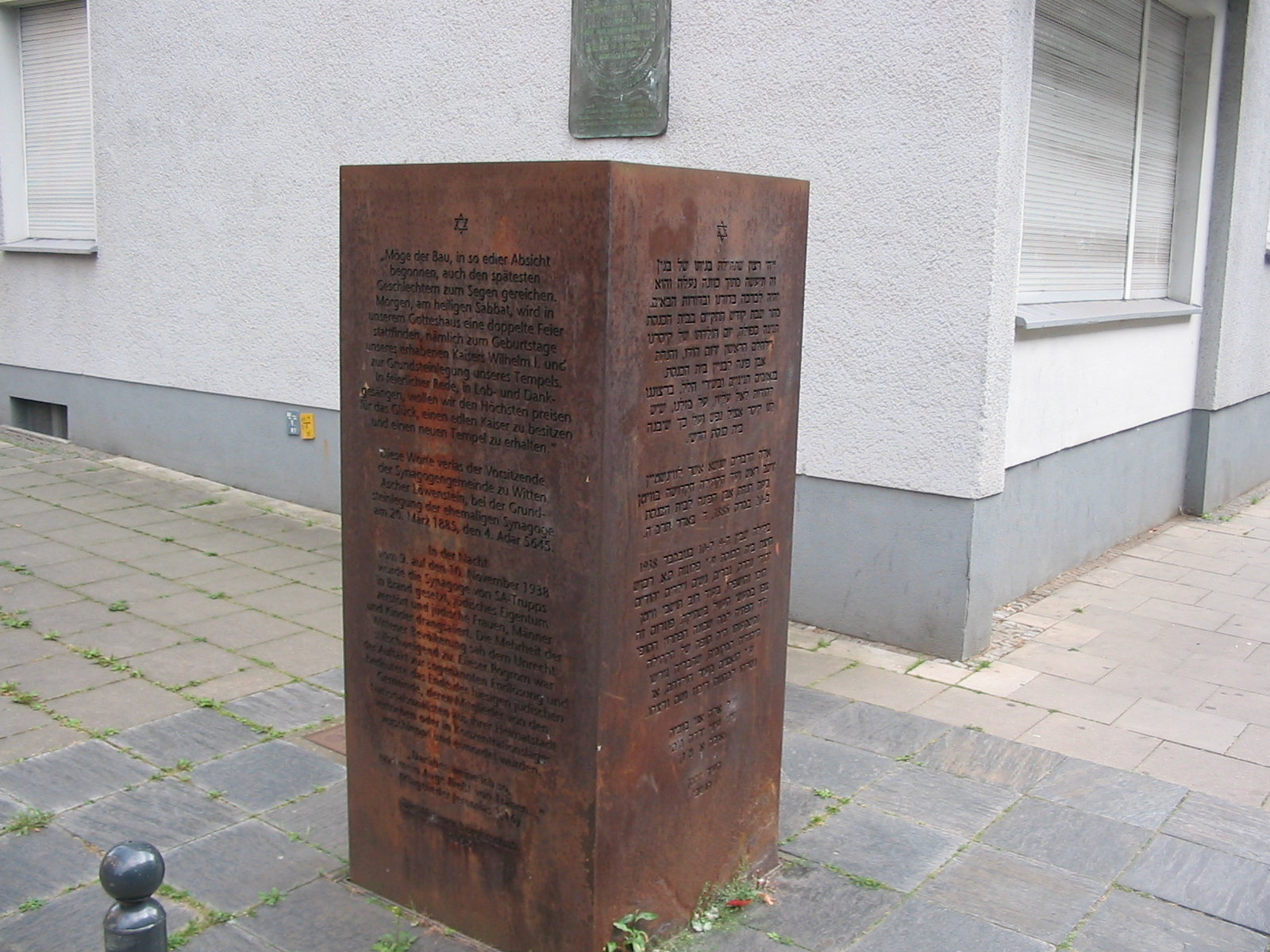
Synagogen-Mahnmal

Die Synagoge in Witten, einer Stadt im Südosten des Ruhrgebietes in Nordrhein-Westfalen, wurde 1884/85 errichtet. Die zerstörte Synagoge befand sich an der Breite Straße/Ecke Kurze Straße. Im Jahr 1979 benannte die Stadt Witten die Kurze Straße in Synagogenstraße um.

## Geschichte
Die Synagoge wurde nach Plänen des Architekten Franz Xaver Rademacher erbaut. Der Kuppelbau im Stil des Historismus besaß eine Orgel sowie eine Frauenempore, jedoch keine getrennten Eingänge für Männer und Frauen.
Beim Novemberpogrom wurde in der Nacht vom 9. auf den 10. November 1938 die Synagoge verwüstet und in Brand gesteckt. Am nächsten Morgen des 10. November waren die Kuppel und der Innenbereich des jüdischen Gotteshauses komplett ausgebrannt. Die Feuerwehr war lediglich auf den Schutz umliegender Häuser und des benachbarten Gymnasiums bedacht. Die Ruine wurde im Zweiten Weltkrieg gesprengt und auf dem Gelände ein Löschwasserteich angelegt.

## Gedenken
Im Jahr 1994 stellte die Stadt zur Erinnerung an die jüdische Gemeinde Witten und ihre Synagoge ein von Wolfgang Schmidt gestaltetes Mahnmal auf. Es besteht aus zwei rechtwinklig angeordneten Stahlplatten mit hebräischer und deutscher Inschrift.